# Agrate Brianza
Agrate Brianza é uma comuna italiana da região da Lombardia, província de Monza e Brianza, com cerca de 12.895 habitantes. Estende-se por uma área de 11 km², tendo uma densidade populacional de 1172 hab/km². Faz fronteira com Vimercate, Monza, Concorezzo, Burago di Molgora, Cavenago di Brianza, Cambiago, Caponago, Brugherio, Carugate.

## Demografia
| Variação demográfica do município entre 1861 e 2011                               |
|                                                                                   |
| Fonte: Istituto Nazionale di Statistica (ISTAT) - Elaboração gráfica da Wikipedia |